# Slobodan Nikić
Slobodan Nikić, né le 25 janvier 1983 à Zrenjanin, est un joueur serbe de water-polo.
Il est médaillé d'argent olympique en 2004 avec l'équipe de Serbie-et-Monténégro de water-polo masculin et médaillé de bronze olympique en 2012 avec l'équipe de Serbie de water-polo masculin.